# Oligonychus camelliae
Oligonychus camelliae är en spindeldjursart som beskrevs av Ehara och Toshikazu Gotoh 2007. Oligonychus camelliae ingår i släktet Oligonychus och familjen Tetranychidae. Inga underarter finns listade i Catalogue of Life.